# Каменское муниципальное образование (Красноармейский район)
Каменское муниципальное образование — городское поселение в Красноармейском районе Саратовской области Российской Федерации. Административный центр — рабочий посёлок Каменский.

## История
Статус и границы городского поселения установлены Законом Саратовской области от 27 декабря 2004 года № 110-ЗСО «О муниципальных образованиях, входящих в состав Красноармейского муниципального района».
Законом Саратовской области от 2 июня 2015 года № 65-ЗСО, Каменское и Меловское муниципальные образования преобразованы путём их объединения во вновь образованное муниципальное образование «Каменское муниципальное образование Красноармейского муниципального района Саратовской области» наделённое статусом городского поселения.

## Население
| 2002  | 2009  | 2010  | 2011  | 2012  | 2013  | 2014  |
| ----- | ----- | ----- | ----- | ----- | ----- | ----- |
| 4100  | ↘3511 | ↘3292 | ↘3290 | ↘3289 | ↘3243 | ↘3222 |
| 2015  | 2016  | 2017  | 2018  | 2019  | 2020  | 2021  |
| ↘3163 | ↗3439 | ↘3409 | ↘3392 | ↘3364 | ↘3344 | ↘3108 |

## Состав городского поселения
| № | Населённый пункт | Тип населённого пункта                  | Население |
| - | ---------------- | --------------------------------------- | --------- |
| 1 | Каменский        | рабочий посёлок, административный центр | ↘2483     |
| 2 | Карамышевка      | село                                    | ↘421      |
| 3 | Меловое          | село                                    | ↘276      |
| 4 | Суворово         | село                                    | 40        |
| 5 | Суворовский      | железнодорожный разъезд                 | 4         |
| 6 | Трубино          | село                                    | 5         |